# I Taw a Putty Tat
Pour plus de détails, voir Fiche technique et Distribution.
I Taw a Putty Tat est un dessin animé de la série Merrie Melodies réalisé par Friz Freleng et sorti en 1948.